# La Dormeuse Duval
La DorMeuse Duval ist eine französische Filmkomödie des Regisseurs Manuel Sanchez. Der Film kam am 22. Februar 2017 in die französischen Kinos.

## Handlung
Der Film spielt im Arbeitermilieu eines Dorfs am Ufer der Maas an der französisch-belgischen Grenze. Basile Matrin ist Lagerverwalter in einer Fabrik und führt an der Seite seiner Frau Rose ein eintöniges aber zufriedenes Leben. Die junge Maryse Duval ist gerade aus Paris zurückgekehrt, hat ihren Traum von einer Karriere als Schauspielerin aufgegeben und arbeitet wieder in der Fabrik, in der auch Basil Matrin beschäftigt ist. Seine Frau Rose, die er anbetet, ist eine komplizierte Frau, sie ist verträumt, hört klassische Musik und hat eine Leidenschaft für den Tanz. Pascal, der Nachbar und Freund von Basile Matrin, ist auch sein Trinkkumpan. Pascal ist Berichterstatter einer lokalen Zeitung, und er macht sich seine Gedanken über seinen Freund und dessen Frau. Alles geht seinen täglichen Gang bis sich in Rose der Gedanke festsetzt, ihr Ehemann habe eine Affäre mit Maryse. Inwieweit dieser Verdacht realistisch ist, bleibt unklar, allerdings reagiert Rose abwechselnd hysterisch oder verfällt in Depressionen. Trost findet sie zunächst bei dem kürzlich zugezogenen Klavierlehrer in der Nachbarschaft, der sich aber als Hochstapler und Betrüger herausstellt. Basile reagiert verstört, er scheint psychologischen Beistand zu brauchen, ihm geht es ebenso schlecht wie seiner Frau.

## Produktion und Veröffentlichung
„La DorMeuse Duval“ ist der zweite Spielfilm des Regisseurs nach „Les Arcandiers“ (1991). Das Drehbuch, an dem auch Sanchez beteiligt war, beruht auf dem Roman „Les bottes rouges“ des belgischen Autors Franz Bartelt. Die Filmmusik schrieb der französische Filmkomponist Étienne Perruchon (1958–2019).
Der Film wurde im Sommer 2015 innerhalb von fünf Wochen in den Ardennen gedreht, Drehorte waren Monthermé, Nouzonville, das Chateau de Mairupt bei Deville sowie das Atelier des Malers Hervé Tonglet.
„La DorMeuse Duval“ ist ein Low-Budget-Film, die Produktionskosten betrugen 700.000 Euro.
Der Titel des Films – La DorMeuse Duval – ist nach Aussagen des Regisseurs eine Anspielung auf das Gedicht Le dormeur du val von Arthur Rimbaud. Die Majuskel M im Titel bezieht sich auf die Meuse, die für die von Regen und Nebel geprägte Atmosphäre des Films von besonderer Bedeutung ist.
Filmpremiere in Frankreich war der 28. Januar 2017. Anschließend lief der Film auf diversen Independent-Filmfestivals, wo er mit einer Reihe von Preisen ausgezeichnet wurde. Die Deutschlandpremiere in einer Fassung mit deutschen Untertiteln fand im April 2017 im Filmforum Höchst statt.